# Bogliarka
Bogliarka (bis 1927 slowakisch „Bogľárka“ oder „Bogliárka“; ungarisch Boglárka – bis 1907 Boglyárka) ist eine Gemeinde im Osten der Slowakei mit 102 Einwohnern (Stand 31. Dezember 2024). Sie gehört zum Okres Bardejov, einem Kreis des Prešovský kraj, und wird zur traditionellen Landschaft Šariš gezählt.

## Geographie
Die Gemeinde befindet sich im nördlichen Teil des Čergov-Gebirges im Tal des Baches Slatvinec (auch Solotvinec) im Einzugsgebiet der Topľa. Das Ortszentrum liegt auf einer Höhe von 434 m n.m. und ist 17 Kilometer von Bardejov entfernt (Straßenentfernung).
Nachbargemeinden sind Krivé im Norden, Richvald im Osten und Südosten, Kríže im Süden, Lukov im Westen und Kružlov im Nordwesten.

## Geschichte
Bogliarka wurde zum ersten Mal 1435 als Bewgler schriftlich erwähnt und lag damals in der Herrschaft von Hertník. Später war das Dorf Besitz der Familien Rozgonyi (im 17. Jahrhundert) und Anhalt (im 19. Jahrhundert).
1787 hatte die Ortschaft 25 Häuser und 225 Einwohner, 1828 zählte man 60 Häuser und 441 Einwohner, die als Aschenbrenner, Köhler, Landwirte, Schaf- und Ziegenhalter, Weber und Waldarbeiter beschäftigt waren. Die riesigen Wälder waren im 19. Jahrhundert Gut des Grafen Anhalt.
Bis 1918 gehörte der im Komitat Sáros liegende Ort zum Königreich Ungarn und kam danach zur Tschechoslowakei beziehungsweise heute Slowakei. In der ersten tschechoslowakischen Republik waren die Einwohner als Korbmacher, Landwirte und Waldarbeiter tätig. Nach dem Zweiten Weltkrieg pendelte ein Teil der Einwohner zur Arbeit in Industriebetriebe, z. B. in Košice, die örtliche Einheitliche landwirtschaftliche Genossenschaft (Abk. JRD) wurde im Jahr 1959 gegründet.

## Bevölkerung
| Jahr                | 1994 | 2004     | 2014     | 2024     |
| ------------------- | ---- | -------- | -------- | -------- |
| Anzahl der Personen | 172  | 154      | 123      | 102      |
| Unterschied         |      | −10,46 % | −20,12 % | −17,07 % |

| Jahr                | 2023 | 2024    |
| ------------------- | ---- | ------- |
| Anzahl der Personen | 98   | 102     |
| Unterschied         |      | +4,08 % |

Nach der Volkszählung 2011 wohnten in Bogliarka 136 Einwohner, davon 112 Slowaken, 14 Russinen und ein Tscheche. Neun Einwohner machten keine Angabe zur Ethnie.
91 Einwohner bekannten sich zur griechisch-katholischen Kirche, 23 Einwohner zur römisch-katholischen Kirche, drei Einwohner zur Evangelischen Kirche A. B. und ein Einwohner zur orthodoxen Kirche. Ein Einwohner war konfessionslos und bei 17 Einwohnern wurde die Konfession nicht ermittelt.

## Bauwerke
- griechisch-katholisch Kirche Erzengel Michael im klassizistischen Stil aus dem Jahr 1836[6]
- griechisch-katholische Kapelle Christus König im klassizistischen Stil aus dem Jahr 1840[7]

## Verkehr
Nach Bogliarka führt nur die Straße 3. Ordnung 3499 von Kružlov heraus, mit der Weiterführung nach Kríže.